# Кокдомбак
Кокдомба́к (каз. Көкдомбақ) — село у складі Баянаульського району Павлодарської області Казахстану. Входить до складу Сатпаєвського сільського округу.
Населення — 51 особа (2021; 229 у 2009, 201 у 1999, 259 у 1989).
Національний склад станом на 1989 рік:
- казахи — 100 %